# Distretto di Baran
Il distretto di Baran è un distretto del Rajasthan, in India, di 1 022 568 abitanti. È situato nella divisione di Kota e il suo capoluogo è Baran.